# Eukoenenia remyi
Eukoenenia remyi är en spindeldjursart som beskrevs av Bruno Condé 1974. Eukoenenia remyi ingår i släktet Eukoenenia och familjen Eukoeneniidae. Inga underarter finns listade i Catalogue of Life.